# Timmendorfer Strand
Timmendorfer Strand is een gemeente en plaats in de Duitse deelstaat Sleeswijk-Holstein in het noorden van het land. Het is een badplaats aan de Oostzee met de beschermde status van een kuuroord. De gemeente maakt deel uit van de Kreis Oost-Holstein. Timmendorfer Strand telt 8.679 inwoners op een oppervlakte van 20,12 km² waarmee de bevolkingsdichtheid 437 inwoners per km² bedraagt.

## Geografie
Timmendorfer Strand ligt vijftien kilometer ten noorden van Lübeck aan de Oostzee. Het strand aan de Lübecker Bocht is zes en een halve kilometer lang. De gemeente grenst aan Scharbeutz in het noorden, Ratekau in het zuiden en westen en het aan het Lübeckse stadsdeel Travemünde in het oosten. Tot de gemeente behoren verder de dorpen Groß Timmendorf en Hemmelsdorf en het stadsdeel Niendorf die zich respectievelijk ten westen, ten zuiden en ten oosten van de kern van Timmendorfer Strand bevinden.
Het landschap rondom Timmendorfer Strand is van glaciale oorsprong en is gevormd tijdens het Weichselien. Gletsjers vanuit Scandinavië hebben de grond opgestuwd en voor een licht heuvelachtig landschap met meren gezorgd. De Hemmelsdorfer See is ontstaan uit een van de zee afgesneden landinwaartse fjord. Daarnaast zijn gletsjers verantwoordelijk geweest voor glaciale afzettingen in de vorm van keileem. Een ander landschappelijk element zijn de door mensen aangelegde houtwallen.

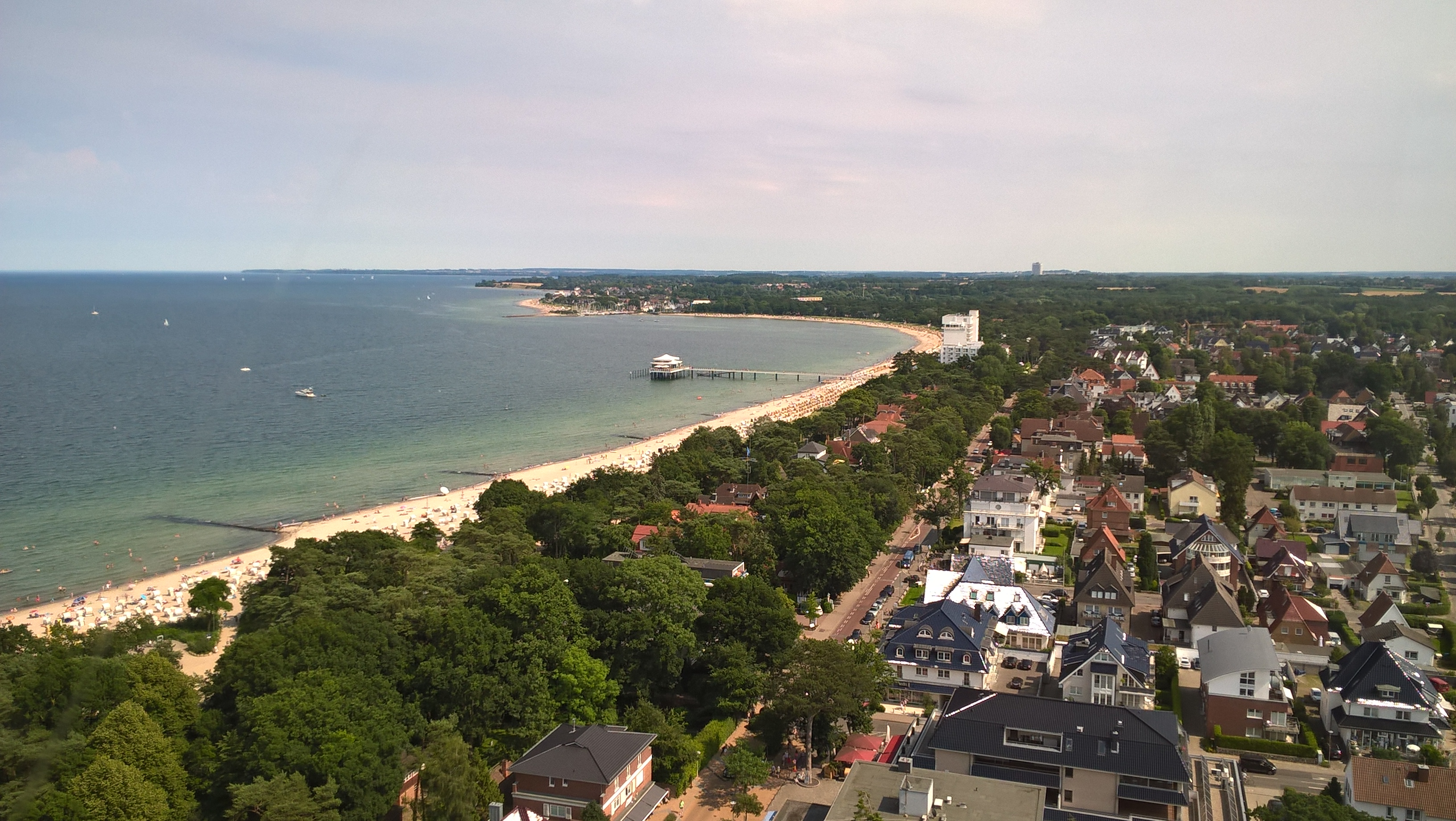
uitzicht op Timmendorfer Strand vanuit het noorden
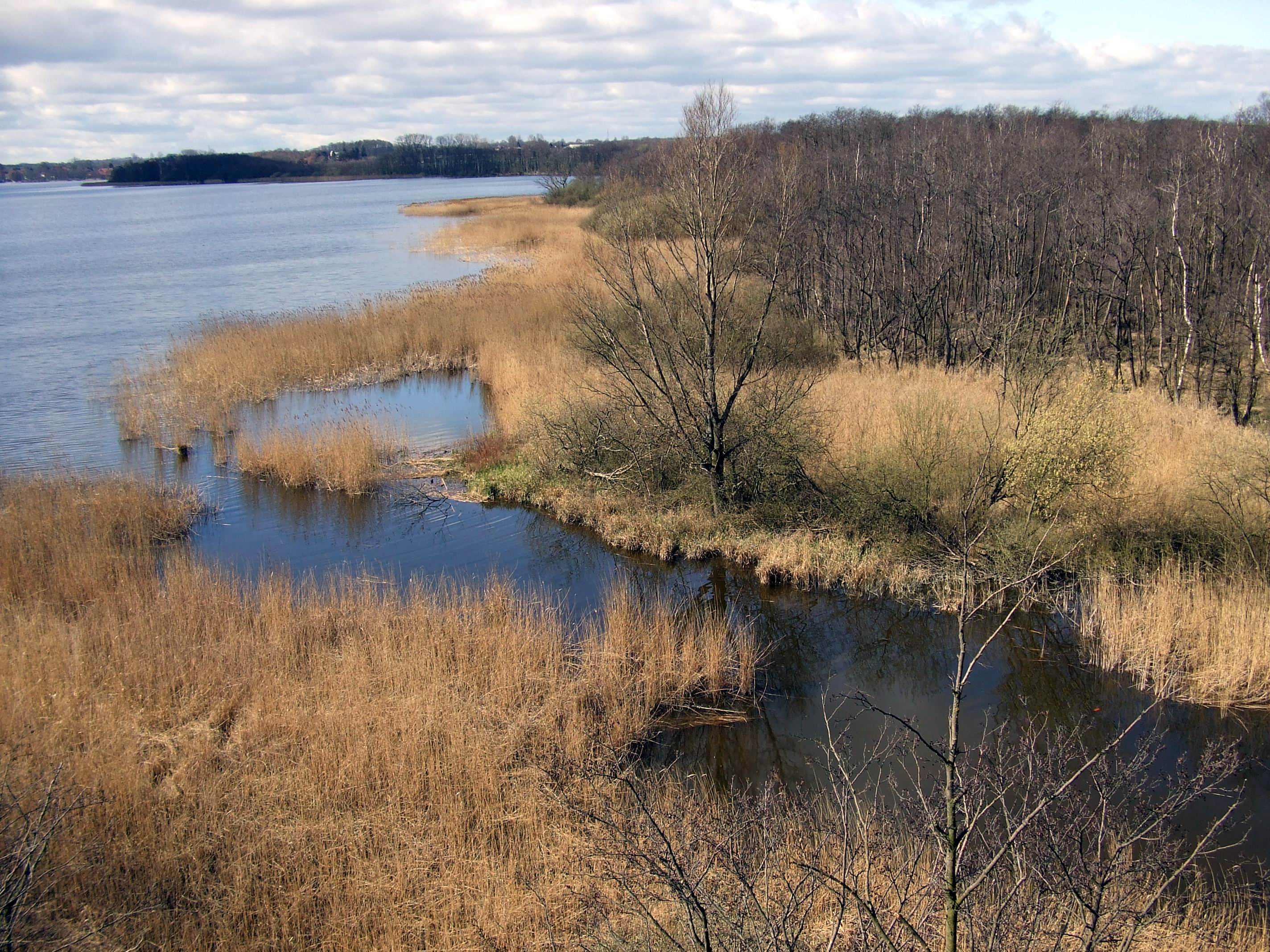
noordoever Hemmelsdorfer See

## Economie en infrastructuur

### Toerisme
De economie van Timmendorfer Strand draait voornamelijk op het strandtoerisme dat zich vanaf eind negentiende eeuw ontwikkeld heeft. In 2016 telde de gemeente bijna 309 duizend bezoekers en ruim 1,5 miljoen geboekte overnachtingen.
Tot de toeristische attracties behoren naast het strand onder andere de jachthaven in Niendorf, verschillende sporttoernooien en een aquarium. In Timmendorfer Strand worden sinds 1993 jaarlijks de Duitse kampioenschappen beachvolleybal gehouden en in 2004 was de plaats ook de locatie van de Europese kampioenschappen.

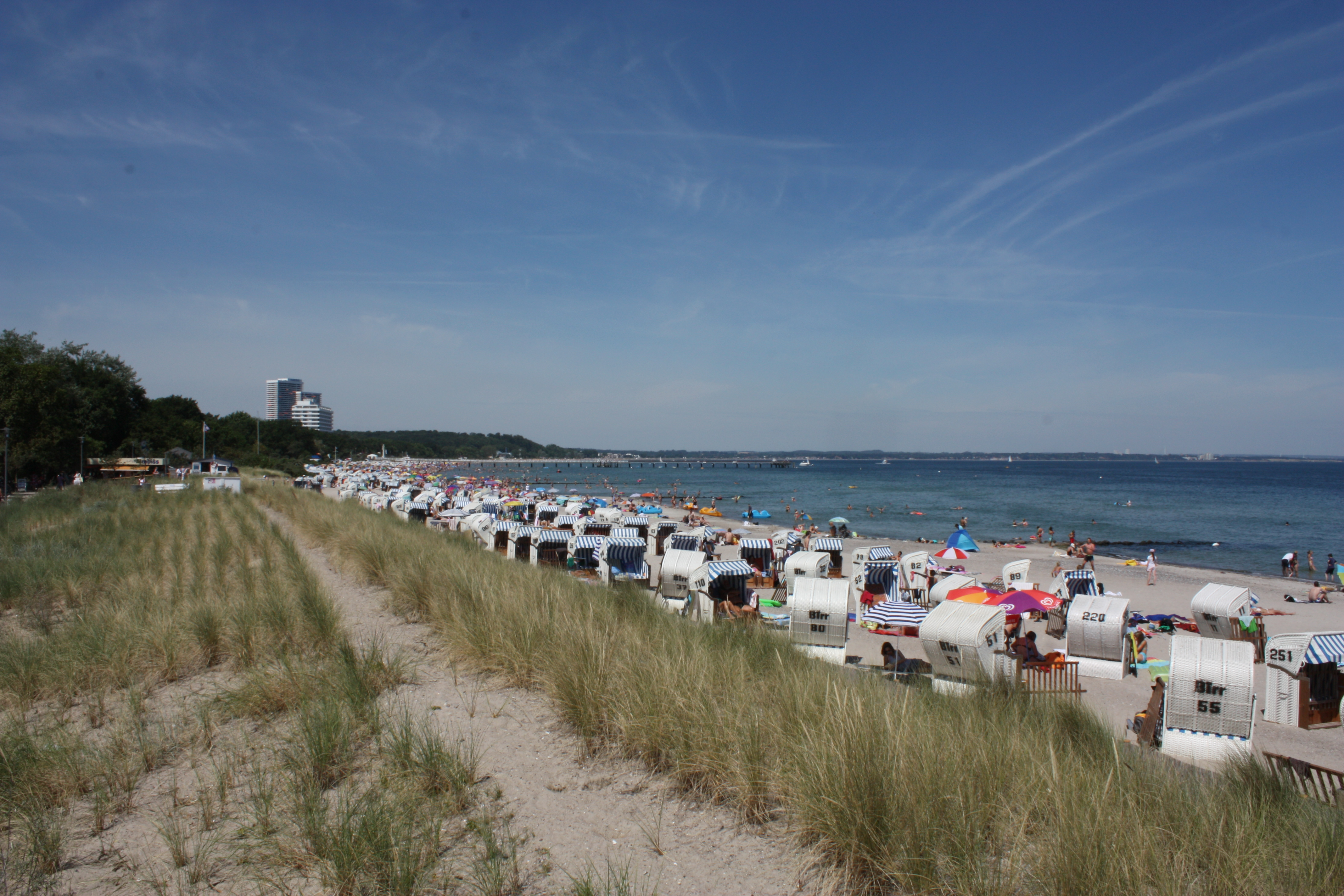
strand in Timmendorfer Strand
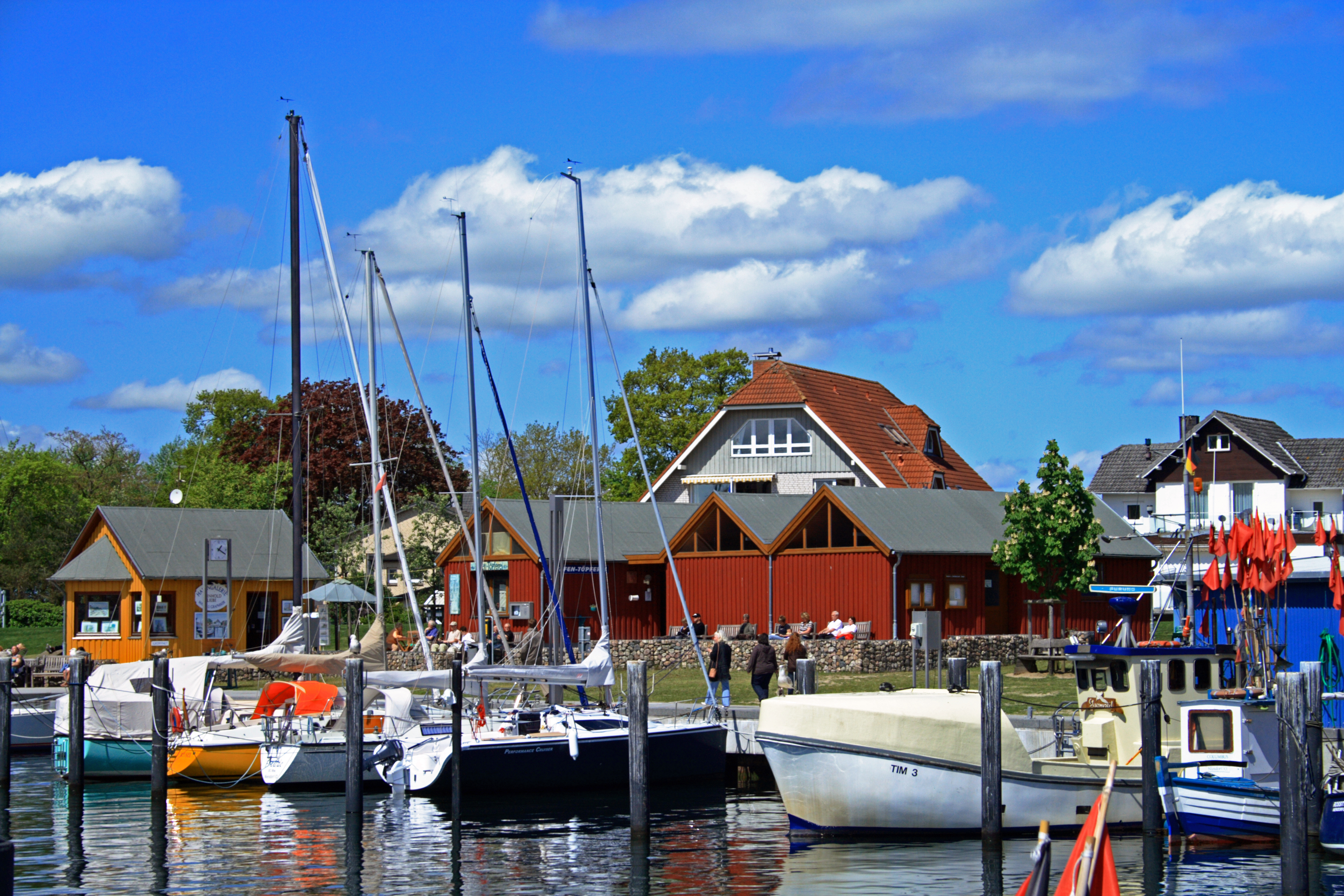
de haven in Niendorf

### Transport en infrastructuur
Ten westen van de Timmendorfer Strand ligt de Bundesautobahn 1 die onder meer voor een verbinding naar Lübeck en Hamburg in het zuiden zorgt. De plaats zelf wordt doorsneden door de Bundesstraße 76 die van Travemünde richting Kiel loopt. Timmendorfer Strand beschikt verder over een station op de lijn van Lübeck naar Puttgarden. Tot 1974 was Niendorf eveneens het eindpunt van een zijtak van de lijn tussen Lübeck en Travemünde.

## Politiek en bestuur
De partijloze Robert Wagner werd in mei 2018 verkozen tot burgemeester van Timmendorfer Strand, waarmee hij Hatice Kara (SPD) heeft opgevolgd.

### Gemeenteraad
De gemeenteraad van Timmendorfer Strand telt 28 zetels. Bij de gemeenteraadsverkiezingen van 2018 deden zeven partijen mee. Het CDU werd met 27,1% van de stemmen en acht zetels de grootste. De twee lokale partijen WUB (18,9%) en BBNP (16,5%) haalden beide vijf zetels, terwijl de SPD (16,2%) en Bündnis 90/Die Grünen (14%) elk vier zetels verkregen. De twee overige zetels gingen naar de FDP (7%) en een onafhankelijke kandidaat haalde verder 0,3% van de stemmen wat niet genoeg was voor een zetel.

### Wapen
Het wapen van de gemeente Timmendorfer Strand is op 19 februari 1990 aangenomen. De beschrijving luidt:
In Blau ein einmastiges goldenes Segelschiff mit Vorsowie Hauptsegel und Steuerruder. Im rechten Obereck ein goldenes Seepferdchen.
In azuur een gouden zeilschip met enkele mast met voor zowel het hoofdzeil als het roer. In de rechterbovenhoek een gouden zeepaardje.— 1990
Het zeilschip staat zowel voor de ligging aan de Oostzee als de zeilsport in de plaats. Het zeepaardje symboliseert de functie van Timmendorfer Strand als kuuroord. De blauwe kleur duidt wederom op de zee en het goud staat voor het strand.
Ahrensbök ·
Altenkrempe ·
Bad Schwartau ·
Beschendorf ·
Bosau ·
Dahme ·
Damlos ·
Eutin ·
Fehmarn ·
Göhl ·
Gremersdorf ·
Grömitz ·
Großenbrode ·
Grube ·
Harmsdorf ·
Heiligenhafen ·
Heringsdorf ·
Kabelhorst ·
Kasseedorf ·
Kellenhusen ·
Lensahn ·
Malente ·
Manhagen ·
Neukirchen ·
Neustadt in Holstein ·
Oldenburg in Holstein ·
Ratekau ·
Riepsdorf ·
Scharbeutz ·
Schashagen ·
Schönwalde am Bungsberg ·
Sierksdorf ·
Stockelsdorf ·
Süsel ·
Timmendorfer Strand ·
Wangels